# Ken Murray
Pour les articles homonymes, voir Murray.
Ken Murray (Kenneth Abner Doncourt, né le 14 juillet 1903, mort le 12 octobre 1988) est un acteur américain, homme de radio et personnalité de la télévision américaine.

## Biographie

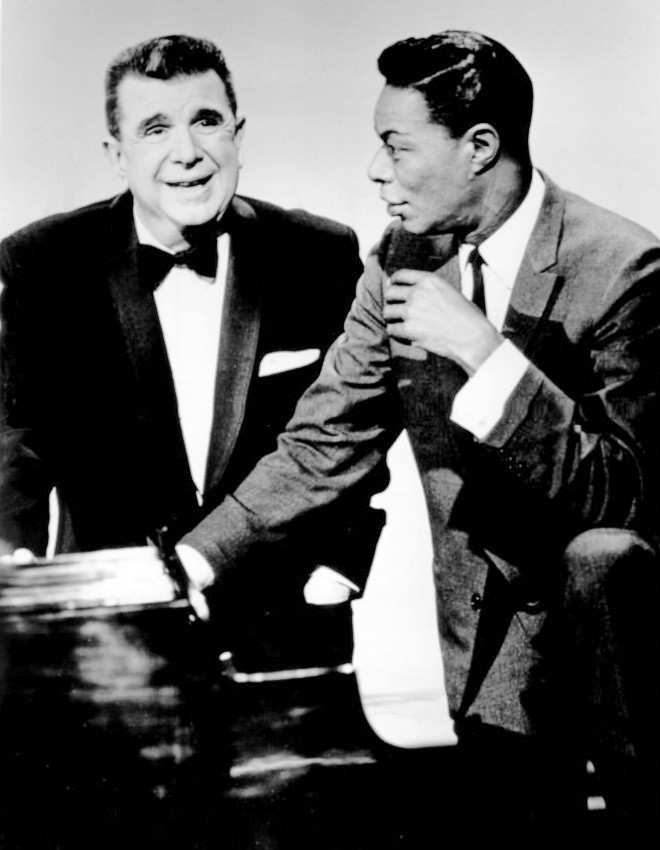
Ken Murray et Nat King Cole.

## Filmographie
- 1929 : Half Marriage : Charles Turner
- 1930 : Leathernecking : Frank
- 1932 : Ladies of the Jury : Spencer B. Dazy
- 1932 : Crooner : Peter Sturgis
- 1933 : Disgraced! : Jim McGuire
- 1933 : From Headquarters (en) : Mac
- 1937 : Millionnaire à crédit (You're a Sweetheart) de David Butler : Don King
- 1938 : Swing, Sister, Swing : Nap Sisler
- 1940 : A Night at Earl Carroll's : Barney Nelson
- 1941 : Swing It Soldier : Jerry Traynor
- 1942 : Juke Box Jenny : Malcolm Hammond
- 1948 : Bill and Coo : Ken Murray (Prologue)
- 1949 : Feu Rouge (Red Light) : lui-même
- 1953 : The Marshal's Daughter : 'Smiling Billy' Murray
- 1962 : The Man Who Shot Liberty Valance : Doc Willoughby
- 1963 : Après lui, le déluge (Son of Flubber) : Mr. Hurley
- 1963 : Hollywood Without Make-Up
- 1965 : Hollywood, My Home Town : lui-même
- 1966 : Demain des hommes (Follow Me, Boys!) : Melody Murphy
- 1968 : La Guerre des cerveaux (The Power) : Grover
- 1976 : Won Ton Ton, the Dog Who Saved Hollywood (1976) : le vendeur de souvenirs
- 1979 : Ken Murray's Shooting Stars (réalisateur)

## Distinctions
Il a son étoile sur le Hollywood Walk of Fame dans la catégorie radio.